# Colônia do Gurgueia
Colônia do Gurgueia é um município brasileiro do estado do Piauí. Localiza-se a uma latitude 08º10'55" sul e a uma longitude 43º47'31" oeste, estando a uma altitude de 216 metros. Sua população estimada em 2020 era de 6.516 habitantes.

## Prefeitos
- Crispim Pereira de Araújo (01/1993 a 12/1996)
- Padre José de Anchieta Mauriz Cortez (01/1997 a 12/1999)
- Raimundo José Almeida de Araújo (01/2001 a 12/2008)
- Francisco Carlos Amorim Nascimento (01/2009 a 12/2012)
- Lisiane Franco Rocha Araújo (01/2013 a 12/2016)
- Alcilene Alves de Araújo (01/2017 a 12/2020)
- Raimundo José Almeida de Araújo (01/2021 a 06/2021)
- Silso Bezerra da Silva (06/2021 a 12/2024)
- Lisiane Franco Rocha Araújo (01/2025 até o momento)